# GAS2
GAS2‏ (Growth arrest-specific protein 2) هوَ بروتين يُشَفر بواسطة جين GAS2 في الإنسان.